# Kenny Dorham Quintet
| Recensione | Giudizio |
| ---------- | -------- |
| AllMusic   | [ 1 ]    |

Kenny Dorham Quintet è il primo album discografico del trombettista jazz statunitense Kenny Dorham, pubblicato dall'etichetta discografica Debut Records nel 1954.

## Tracce
Lato A
1. An Oscar for Oscar – 2:46 (Kenny Dorham)
2. Ruby, My Dear – 3:02 (Thelonious Monk) – Take 2
3. Be My Love – 3:32 (Sammy Cahn, Nicholas Brodszky)

Lato B
1. Osmosis – 2:40 (Osie Johnson)
2. I Love You – 3:51 (Irving Berlin) – Take 2
3. Darn That Dream – 4:47 (James Van Heusen, EddieDe Lange) – Take 1

- Brano I Love You generalmente attribuito a Cole Porter

Edizione CD del 1993, pubblicato dalla Debut Records (00025218611329)
1. An Oscar for Oscar – 2:46 (Kenny Dorham) – Take 1
2. Ruby, My Dear – 3:02 (Thelonious Monk) – Take 2
3. Be My Love – 3:32 (Nicholas Brodzsky, Sammy Cahn) – Take 2
4. Ruby My Dear – 3:04 (Thelonious Monk) – Take 1
5. Osmosis – 2:40 (Osie Johnson)
6. I Love You – 3:51 (Cole Porter)
7. Darn That Dream – 4:47 (Jimmy Van Heusen, Eddie DeLange) – Take 1
8. Darn That Dream – 4:51 (Jimmy Van Heusen, Eddie DeLange) – Take 2
9. I Love You – 3:53 (Cole Porter) – Bonus Track - Take 2
10. Chicago Blues – 2:50 (Paul Biese, James Altiere) – Bonus Track
11. Lonesome Lover Blues – 3:05 (Jean Lenoir, George Jackson) – Bonus Track

- Brani: Chicago Blues e Lonesome Lover Blues, registrati il 21 ottobre 1953 al Nola Studios di New York

## Musicisti
- Kenny Dorham - tromba
- Kenny Dorham - voce (brani: Chicago Blues e Lonesome Lover Blues)
- Jimmy Heath - sassofono tenore, sassofono baritono
- Walter Bishop, Jr. - pianoforte
- Percy Heath - contrabbasso
- Kenny Clarke - batteria

Note aggiuntive
- Registrazioni effettuate il 15 dicembre 1953 al Van Gelder Studio di Hackensack, New Jersey, eccetto i brani: Chicago Blues e Lonesome Lover Blues, registrati il 21 ottobre 1953 al Nola Studios di New York[4]